# Afrodita Sosandra

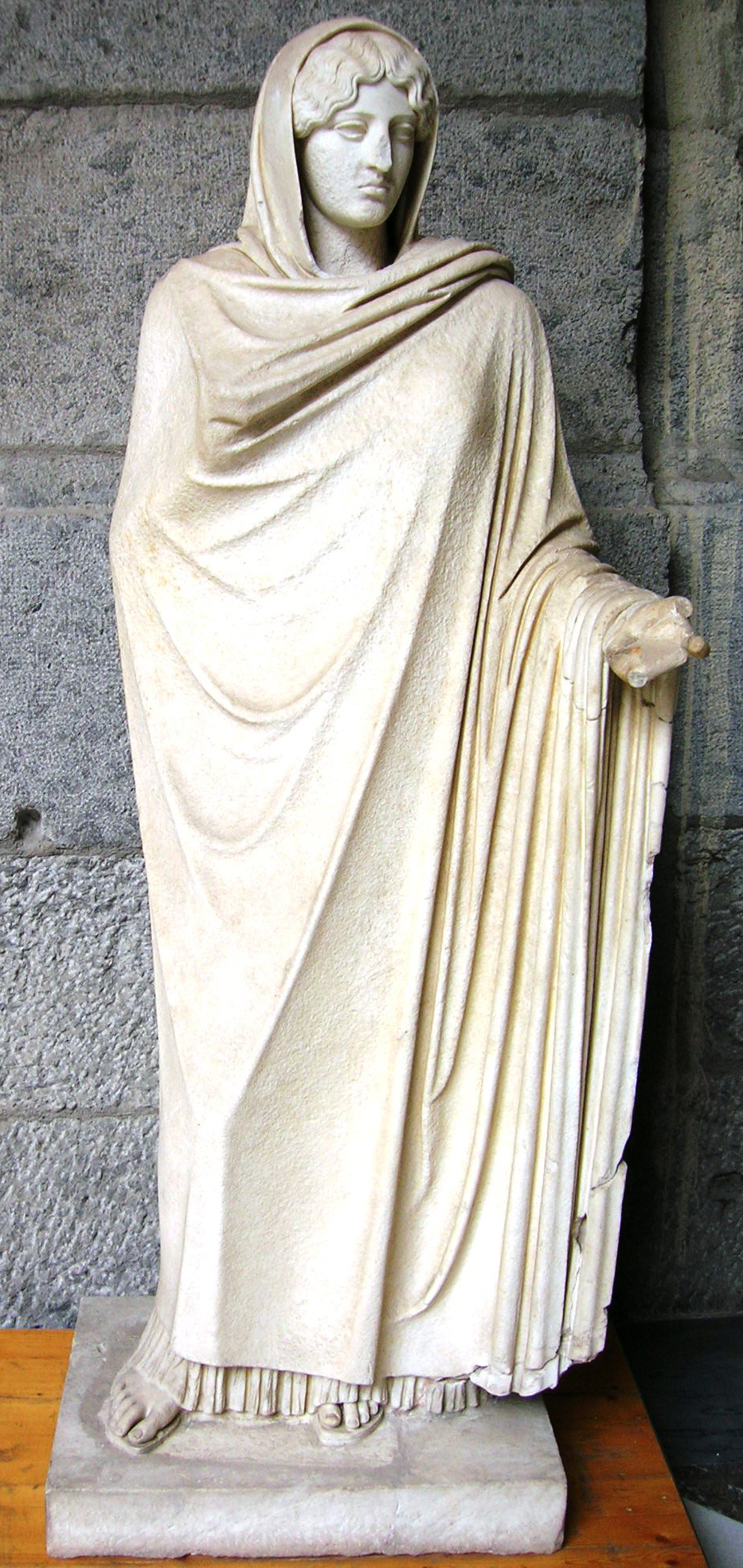
El ejemplar de Nápoles.

Afrodita Sosandra ("salvadora de los hombres") fue una escultura en bronce realizada por Calamis ca. 460 a. C., de la que sólo se conservan copias en mármol de época romana. La mejor posiblemente es la conservada en el Museo Arqueológico Nacional de Nápoles datable en el siglo II después de Cristo.

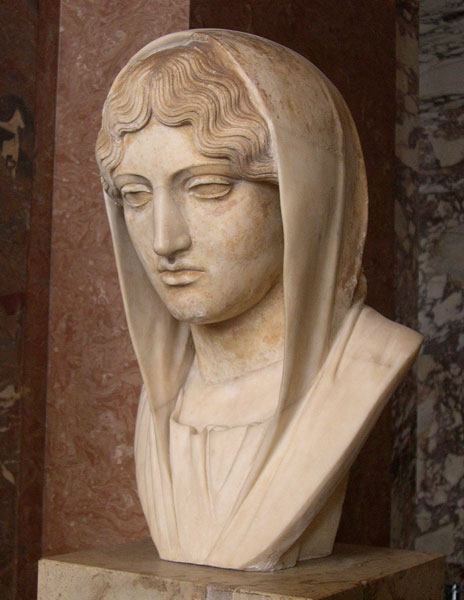
El busto de El Louvre.

Luciano de Samosata, indica la presencia de esta estatua en el acceso a los Propileos de la Acrópolis de Atenas, subrayando la sonrisa "pura y venerable".
Se conocen una veintena de copias marmóreas de época romana de esta obra, entre las que destaca un cuerpo sin cabeza y un busto en el Louvre y un fragmento de cabeza en el Antiquarium del Palatino en Roma. La estatua napolitana fue encontrada en Bayas en un estadio semicompleto, sin pulimentado. Otra se conserva en el Pergamonmuseum de Berlín.

## Descripción y estilo
La diosa Afrodita se representa envuelta en un manto, incluso sobre la cabeza, que cae con estudiados pliegues, mientras que a sus pies se ve el borde de una túnica más ligera, con pliegues más finos, de los que surge el calzado. Se trata de uno de los ejemplos más famosos de la escultura griega del estilo severo, el que se inclina en una composición de la expresión del rostro y sobre todo en el ropaje que envuelve toda la figura cegando completamente la anatomía y dejando a la luz la posibilidad de deslizarse suavemente bajo los amplios planos del tejido.
Luigi Lanzi subrayó "la modestia y la sonrisa" de su bello rostro oval.. Las fuentes antiguas destacan el pudor y la pureza, revelando por primera vez una introspección psicológica.

## Nota
1. ↑   Luciano, Immagini, 4, 6
2. ↑  Luigi Lanzi, Notizie della scultura degli antichi, Fiesole, 1824, p. 49